# محمد إبراهيم (مهندس)
محمد إبراهيم (بالإنجليزية: Mo Ibrahim)‏ أو دكتور مو إبراهيم (مواليد 1946) مدينة حلفا القديمة بدولة السودان هو مهندس ومقاول اتصالات متنقلة بريطاني - سوداني حيث تعود أصول أسرته النوبية الي مدينة حلفا القديمة. عمل في عدد من شركات الاتصالات النقالة قبل تأسيسه لشركة سلتيل Celtel التي تتواجد في نحو 15 دولة أفريقية باستثمارات تصل إلى 750 مليون دولار أمريكي، وأكثر من 24 مليون مشترك وقام ببيعها في العام 2005 بمبلغ 3.4 مليار دولار.
وفي بادرة إنسانية فريدة أسس في عام 2005 مؤسسة مو إبراهيم التي تقدم جائزة مو إبراهيم لدعم وتشجيع الحكم الرشيد في القارة الأفريقية وهي جائزة سنوية قيمتها خمسة ملايين دولار لأفضل رئيس أفريقي يقوم بجهود واضحة ومعترف بها في مجال بسط الامن والصحة والتعليم والتنمية الإقتصادية ويتنازل سلمياً وديمقراطياً عن السلطة.
مو إبراهيم متزوج حاليا من «سكرتيرته الإنجليزية» قبل أن يطلق مؤخرا زوجته «هنية مرسي» وهي، مستشارة اختصاصية سابقة للعلاج بالأشعة في ناشونال هيلث سيرفيس ولديهما ابنة هديل وولد هوش.
مو حصل على شهادة البكالوريس في هندسة الإلكترونيات من جامعة الإسكندرية، وعلى درجة الماجستير من جامعة برادفورد وكلاهما في تخصص الهندسة الكهربائية وعلى درجة الدكتوراة "PhD" من جامعة برمنغهام في مجال اتصالات الهواتف النقالة.
إختارته مجلة فوربس من بين أقوى 72 شخصية عالمية للعام 2013 وهذه المرة الأولي لشخصية من أصول إفريقية تنال هذا التقييم.

## وصلات خارجية
- محمد إبراهيم على موقع الموسوعة البريطانية (الإنجليزية)
- محمد إبراهيم على موقع مونزينجر (الألمانية)
- حوار تلفزيون الحياة- يوتيوب 1 على يوتيوب
- مؤسسة مو إبراهيم